# Etxaleku
Etxaleku en basque (Echalecu en espagnol) est un village situé dans la commune d'Imotz dans la Communauté forale de Navarre, en Espagne. Il est doté du statut de concejo.
Capitale de la vallée d'Imotz depuis sa constitution en municipalité, Etxaleku est avec Oskotz la plus peuplée. L'hôtel de ville de la Vallée, construit en 1992, a une façade remarquable. 
Etxaleku est situé dans la zone linguistique bascophone de Navarre.

## Géographie
Situé à flanc de montagne, au sud du village démarre le cours d'eau qui se jette dans le Mendigillagako erreka (ruisseau de Mendigillaga). 
Au nord se situent les monts Pagadiandieta et à l'ouest Bordaberriko Gaina dans le massif de Pagadiandieta-Arraldegaina. Pagadiandieta est la montagne la plus connue au nord d'Etxaleku. Elle atteint Ihaben. Les montagnes Lausti et Aizkorre bordent Oskotz et Gartzaron. Au sud se trouvent Amezti, Mendikur et Korosti. 
Au siècle dernier, la ville s'est développée surtout dans la partie inférieure, ont le terme de Larrañeta.

## Architecture
L'ancienne église, du XIVe siècle, est aujourd'hui le cimetière qui est situé au-dessus de la ville et conserve encore, presque intacts, les murs d'origine et la porte gothique. Plus bas, nous trouvons deux maisons avec quelques caractéristiques du XVe siècle, comme les arcs étayés. 
La majeure partie de la ville est disposée à gauche et à droite de la voie royale. Ce sont de belles maisons du XVIIIe siècle : Marimigelenea, Iturrikoa, Herrikoetxea, Zapatiñenea, Etxandia et Dorrotoa. À l'entrée de la ville, Ernatonea, est du XVIIe siècle.
L'église actuelle a été construite au XIXe siècle, entre 1872 et 1876. Grande église pour une ville comme celle-ci, tant la pierre semi-ciselée qui a été utilisée que la tour sont spectaculaires. La majeure partie du retable est du début du XVIIe siècle, agrandie en 1897.
On ne peut manquer de mentionner l'Ermitage de San Pedro, où se réunissaient les prêtres de l'archiprêtré de Basaburua, Gulibar et Imotz. C'était dans le style gothique. Il ne reste aujourd'hui que le site et l'entrée.

## Langues
Cette commune se situe dans la zone bascophone de la Navarre dont la population totale en 2018, comprenant 64 municipalités dont Imotz, était bilingue à 60.8%, à cela s'ajoute 10.7% de bilingues réceptifs. En 2011, 53.2% de la population d'Imotz ayant 16 ans et plus avait le basque comme langue maternelle.

## Patrimoine

### Patrimoine civil
- Dorrotoa jauregia (Palais-manoir de Dorrotoa )

### Patrimoine religieux
- Porte de l'ancienne église San Esteban(San Esteban eliza zaharraren ataria)[5].
- L'église paroissiale de San Esteban (Saint Étienne).
- Les ruines de l'ermitage de San Pedro (Saint-Pierre).